# Sportpark Eickel

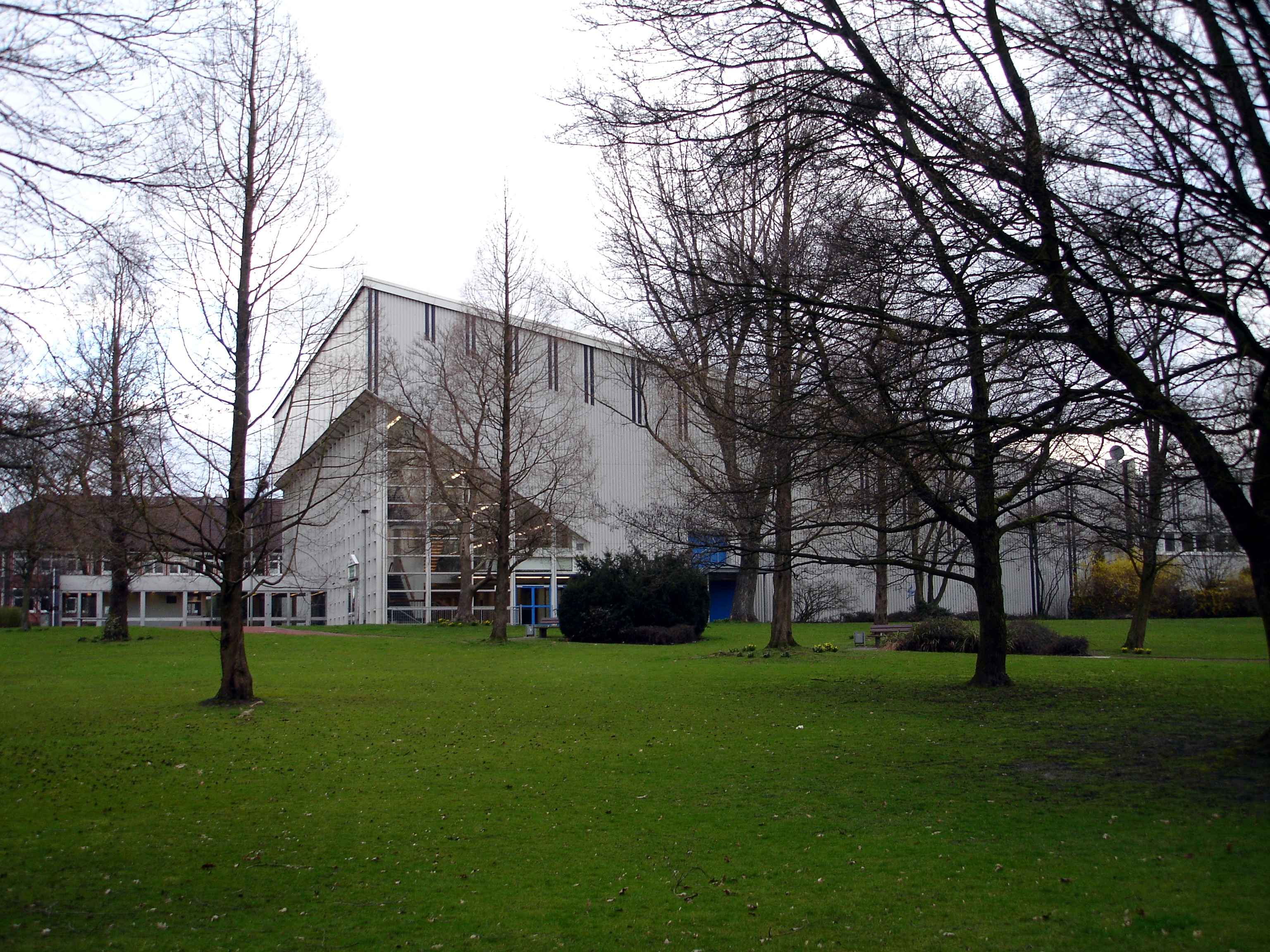
Sportpark Eickel, Blick von Westen (2009)

Der Sportpark Eickel, früher auch Sportpark Wanne-Süd ist eine Grünanlage im Stadtteil Eickel von Herne.

## Beschreibung
Das Gelände beherbergt verschiedene Sportanlagen, darunter die am 3. Juli 1955 eröffnete Mondpalast-Arena mit Plätzen für 13.500 Zuschauer und einen Nebenplatz sowie die am 4. Oktober 1969 eingeweihte Sporthalle mit 1740 Tribünenplätzen. Auf dem Gelände befindet sich ferner ein „Funpark“ und ganz im Osten das Pumpwerk Herne-Friedgras der Emschergenossenschaft.